# C19orf25
C19orf25‏ (Chromosome 19 open reading frame 25) هوَ بروتين يُشَفر بواسطة جين C19orf25 في الإنسان.